# Next Generation ATP Finals 2024
Die Next Generation ATP Finals 2024 fanden vom 18. Dezember bis 22. Dezember 2024 im King Abdullah Sports City Stadium in Dschidda statt. Teilnahmeberechtigt waren die besten unter 20-jährigen Tennisspieler der Saison. Das Turnier war Teil der ATP Tour 2024. Dies war das erste Turnier, das nach neuen Regeln ausgetragen wurde, die eine Senkung der Altersgrenze von „21 Jahren und jünger“ auf „20 Jahre und jünger“ vorsahen. Titelverteidiger war der Serbe Hamad Međedović, der jedoch in diesem Jahr nicht mehr teilnahmeberechtigt war, da er die Altersgrenze überschritten hat. Die Regeln wurden erneut angepasst.

## Qualifikation
Es qualifizierten sich die acht bestplatzierten Spieler der Saison 2024, die zu deren Beginn 20 Jahre oder jünger waren. Dazu kamen zwei Reservespieler.
| ATP Race nach Dschidda – Rangliste vom 2. Dezember 2024 | ATP Race nach Dschidda – Rangliste vom 2. Dezember 2024 | ATP Race nach Dschidda – Rangliste vom 2. Dezember 2024 | ATP Race nach Dschidda – Rangliste vom 2. Dezember 2024 | ATP Race nach Dschidda – Rangliste vom 2. Dezember 2024 | ATP Race nach Dschidda – Rangliste vom 2. Dezember 2024 |
| #                                                       | ATP Rang                                                | Spieler                                                 | Punkte                                                  | Geburtsjahr                                             | Qualifikationsdatum                                     |
| ------------------------------------------------------- | ------------------------------------------------------- | ------------------------------------------------------- | ------------------------------------------------------- | ------------------------------------------------------- | ------------------------------------------------------- |
| 1                                                       | 20                                                      | Arthur Fils                                             | 2355                                                    | 2004                                                    | 25. November 2024                                       |
| 2                                                       | 41                                                      | Alex Michelsen                                          | 1245                                                    | 2004                                                    | 25. November 2024                                       |
| 3                                                       | 48                                                      | Jakub Menšík                                            | 1136                                                    | 2005                                                    | 25. November 2024                                       |
| 4                                                       | 50                                                      | Shang Juncheng                                          | 1115                                                    | 2005                                                    | 25. November 2024                                       |
| 5                                                       | 123                                                     | Learner Tien                                            | 0493                                                    | 2005                                                    | 26. November 2024                                       |
| 6                                                       | 128                                                     | Luca Van Assche                                         | 0471                                                    | 2004                                                    | 26. November 2024                                       |
| 7                                                       | 138                                                     | Nishesh Basavareddy                                     | 0440                                                    | 2005                                                    | 27. November 2024                                       |
| 8                                                       | 145                                                     | João Fonseca                                            | 0409                                                    | 2006                                                    | 29. November 2024                                       |
| Ersatzspieler                                           |                                                         |                                                         |                                                         |                                                         |                                                         |
| 9                                                       | 151                                                     | Martín Landaluce                                        | 0383                                                    | 2006                                                    | nicht gespielt                                          |
| 10                                                      | 170                                                     | Coleman Wong                                            | 0340                                                    | 2004                                                    | zurückgezogen                                           |
| 11                                                      | 171                                                     | Henrique Rocha                                          | 0334                                                    | 2004                                                    | nicht gespielt                                          |

## Preisgeld und Weltranglistenpunkte
Die Next Generation ATP Finals vergeben keine Weltranglistenpunkte. Das Preisgeld hingegen wird zur Karriere-Preisgeldrangliste addiert.
Das Gesamtpreisgeld von 2.050.000 US-Dollar wurde folgendermaßen verteilt:
| Antrittsgeld             | $ 150.000 |
| Sieg in der Gruppenphase | $ 036.660 |
| Halbfinalist             | $ 113.500 |
| Sieger                   | $ 153.000 |
| Ersatzspieler            | $ 015.000 |

Als unbesiegter Turniersieger gewann João Fonseca  ein Preisgeld von 526.480 US-Dollar.

## Spielplan

### Gruppe Blau

#### Ergebnisse
| Spieler      | Spieler      | Ergebnis                     |
| ------------ | ------------ | ---------------------------- |
| Arthur Fils  | Jakub Menšík | 4:2, 4:34, 4:2               |
| Learner Tien | João Fonseca | 0:4, 0:4, 4:1, 2:4           |
| Arthur Fils  | Learner Tien | 2:4, 2:4, 4:34, 3:45         |
| Arthur Fils  | João Fonseca | 4:39, 2:4, 1:4, 4:1, 1:4     |
| Jakub Menšík | Learner Tien | 3:46, 3:43, 4:2, 4:2, 3:48   |
| Jakub Menšík | João Fonseca | 4:34, 3:48, 3:45, 4:34, 3:45 |

#### Tabelle
| Pos. | Setzliste | Spieler      | Matches | Sätze      | Spiele       |
| ---- | --------- | ------------ | ------- | ---------- | ------------ |
| 1    | 8         | João Fonseca | 3:0     | 9:5 (64 %) | 47:35 (57 %) |
| 2    | 5         | Learner Tien | 2:1     | 7:6 (54 %) | 37:41 (47 %) |
| 3    | 1         | Arthur Fils  | 1:2     | 6:6 (50 %) | 35:38 (48 %) |
| 4    | 3         | Jakub Menšík | 0:3     | 4:9 (31 %) | 41:46 (47 %) |

### Gruppe Rot

#### Ergebnisse
| Spieler             | Spieler             | Ergebnis             |
| ------------------- | ------------------- | -------------------- |
| Alex Michelsen      | Shang Juncheng      | 4:1, 1:1 aufgg. *    |
| Luca Van Assche     | Nishesh Basavareddy | 3:42, 4:37, 4:2, 4:2 |
| Alex Michelsen      | Luca Van Assche     | 1:4, 4:2, 4:36, 4:35 |
| Shang Juncheng      | Luca Van Assche     | 3:43, 4:2, 1:4, 3:45 |
| Shang Juncheng      | Nishesh Basavareddy | 4:34, 2:4, 2:4, 1:4  |
| Nishesh Basavareddy | Alex Michelsen      | 4:2, 3:45, 3:44, 2:4 |

#### Tabelle
| Pos. | Setzliste | Spieler             | Matches | Sätze      | Spiele        |
| ---- | --------- | ------------------- | ------- | ---------- | ------------- |
| 1    | 2         | Alex Michelsen      | 3:0     | 9:2 (82 %) | 39: 24 (62 %) |
| 2    | 6         | Luca Van Assche     | 2:1     | 7:5 (58 %) | 41:35 (54 %)  |
| 3    | 7         | Nishesh Basavareddy | 1:2     | 5:7 (42 %) | 38:38 (50 %)  |
| 4    | 4         | Shang Juncheng      | 0:3     | 2:9 (18 %) | 20:41 (22 %)  |

### Halbfinale, Finale
|  | Halbfinale | Halbfinale      | Halbfinale   | Halbfinale | Halbfinale | Halbfinale | Halbfinale   |                |   | Finale | Finale | Finale | Finale | Finale | Finale | Finale |
|  |            |                 |              |            |            |            |              |                |   |        |        |        |        |        |        |        |
|  | 8          | João Fonseca    | 4            | 4          | 4          |            |              |                |   |        |        |        |        |        |        |        |
|  | 6          | Luca Van Assche | 2            | 2          | 1          |            |              |                |   |        |        |        |        |        |        |        |
|  | 6          | Luca Van Assche | 2            | 2          | 1          | 8          | João Fonseca | 2              | 4 | 4      | 4      |        |        |        |        |        |
|  |            |                 |              |            |            |            |              | 2              | 4 | 4      | 4      |        |        |        |        |        |
|  |            | 5               | Learner Tien | 4          | 38         | 0          | 2            |                |   |        |        |        |        |        |        |        |
|  | 2          | 5               | Learner Tien | 4          | 38         | 0          | 2            | Alex Michelsen | 4 | 2      | 4      | 0      | 1      |        |        |        |
|  | 2          |                 |              |            |            |            |              |                | 4 | 2      | 4      | 0      | 1      |        |        |        |
|  | 5          | Learner Tien    | 2            | 4          | 1          | 4          | 4            |                |   |        |        |        |        |        |        |        |